# Златни глобус за нову звезду године — глумица
Златни глобус за нову звезду године — глумица (енгл. Golden Globe Award for New Star Of The Year – Actress) била је награда која се додељивала од 1948. до 1983. године. Између 1954. и 1965. године награда је додељељена више глумица у једној години.

## Добитнице
- 1948: Lois Maxwell
- 1950: Mercedes McCambridge
- 1952: Pier Angeli
- 1953: Collette Marchand
- 1954: Pat Crowley, Bella Darvi, Barbara Rush
- 1955: Karen Sharpe, Kim Novak, Shirley MacLaine
- 1956: Anita Ekberg, Victoria Shaw, Dana Wynter
- 1957: Carroll Baker, Jayne Mansfield, Natalie Wood
- 1958: Carolyn Jones, Diane Varsi, Sandra Dee
- 1959: Linda Cristal, Susan Kohner, Tina Louise
- 1960: Janet Munro, Tuesday Weld, Angie Dickinson, Stella Stevens
- 1961: Ina Balin, Hayley Mills, Nancy Kwan
- 1962: Ann-Margret, Jane Fonda, Christine Kaufmann
- 1963: Sue Lyon, Patty Duke, Rita Tushingham
- 1964: Tippi Hedren, Elke Sommer, Ursula Andress
- 1965: Mia Farrow, Mary Ann Mobley, Celia Kaye
- 1966: Elizabeth Hartman
- 1967: Jessica Walter
- 1968: Katharine Ross
- 1969: Olivia Hussey
- 1970: Ali MacGraw
- 1971: Carrie Snodgress
- 1972: Twiggy
- 1973: Diana Ross
- 1974: Tatum O'Neal
- 1975: Susan Flannery
- 1976: Marilyn Hassett
- 1977: Jessica Lange
- 1979: Irene Miracle
- 1980: Bette Midler
- 1981: Nastassja Kinski
- 1983: Sandahl Bergman